# Moraea polystachya
Moraea polystachya är en irisväxtart som först beskrevs av Carl Peter Thunberg, och fick sitt nu gällande namn av Ker Gawl. Moraea polystachya ingår i släktet Moraea och familjen irisväxter. Inga underarter finns listade i Catalogue of Life.

## Bildgalleri

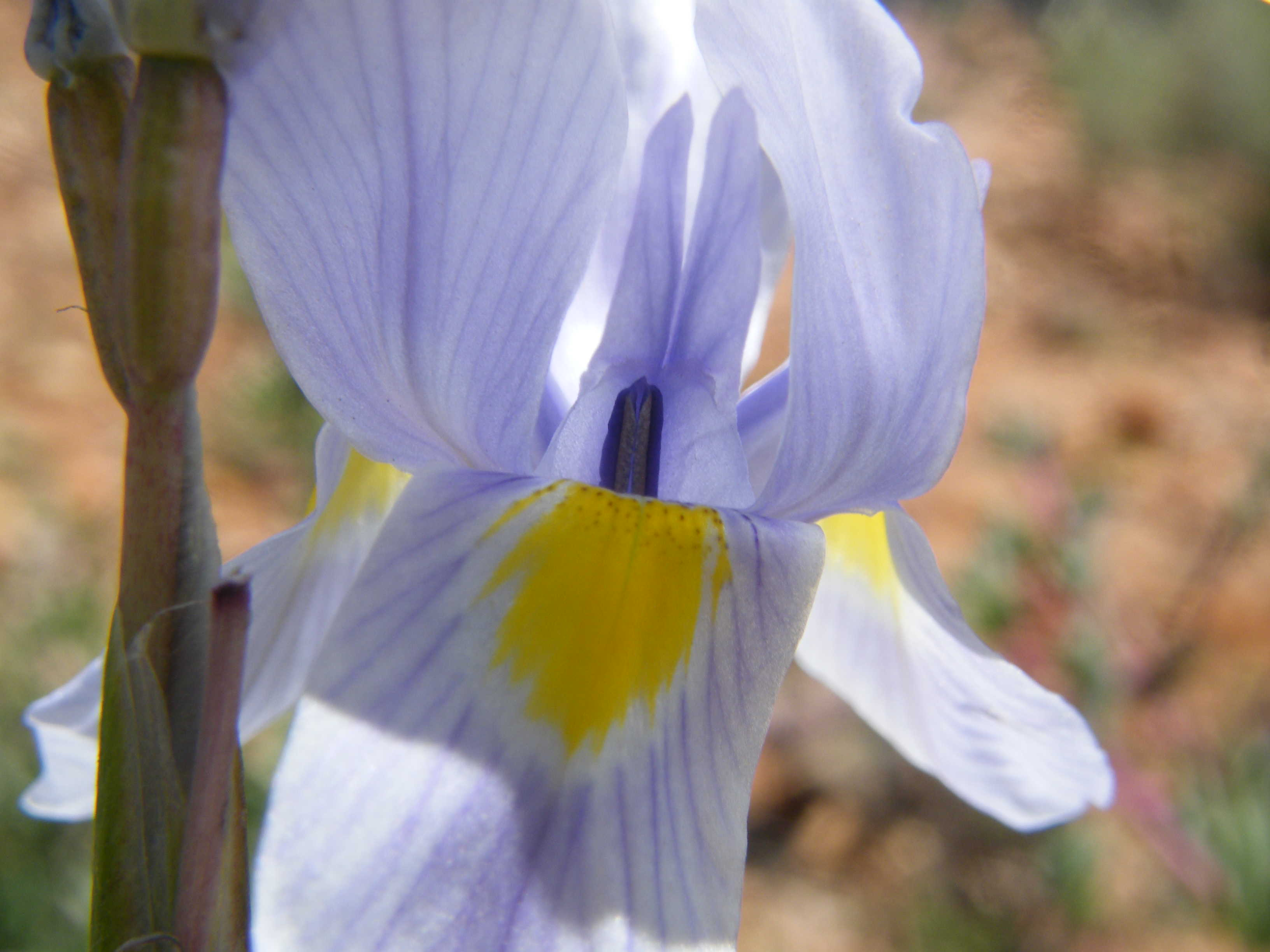
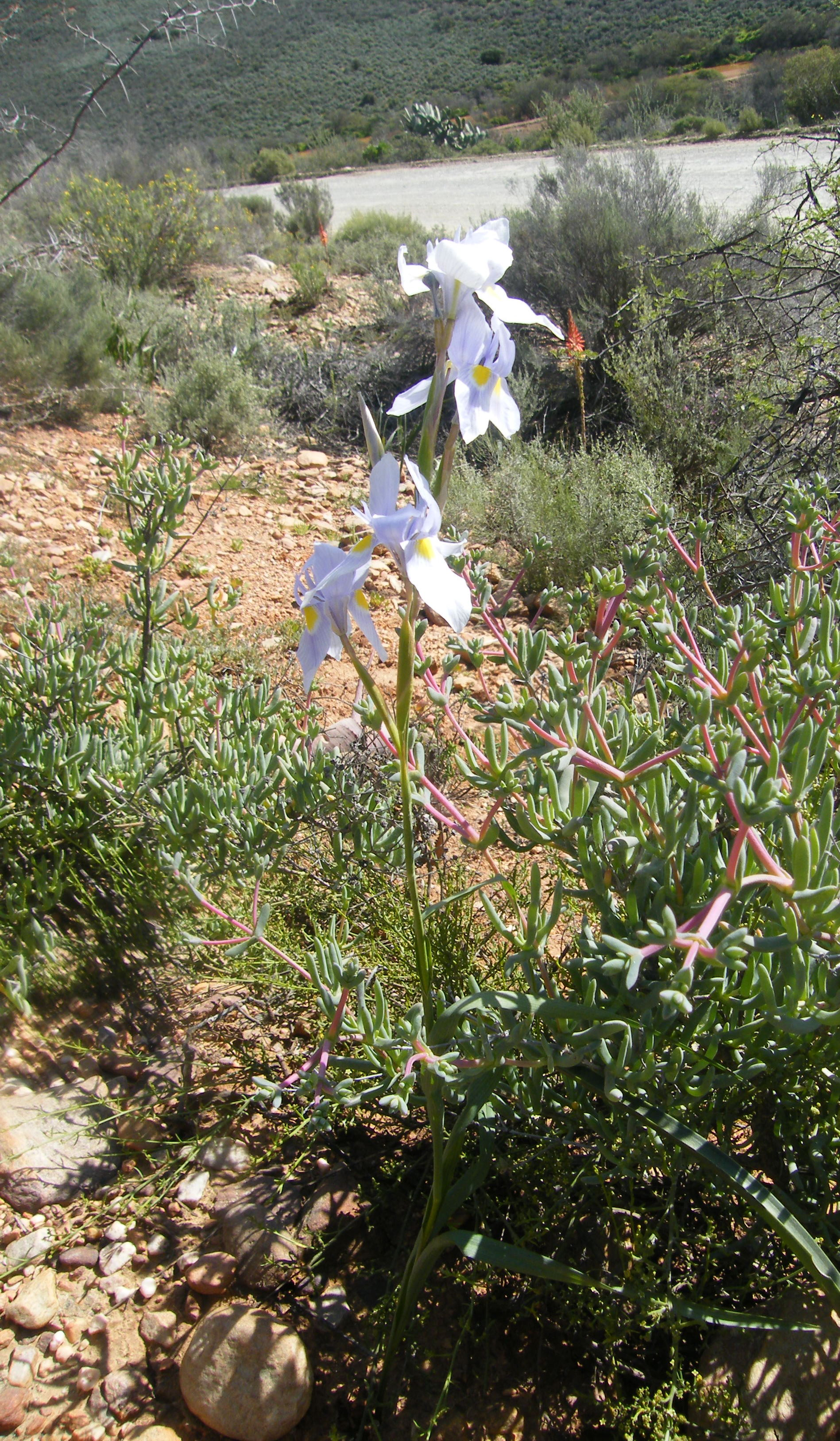
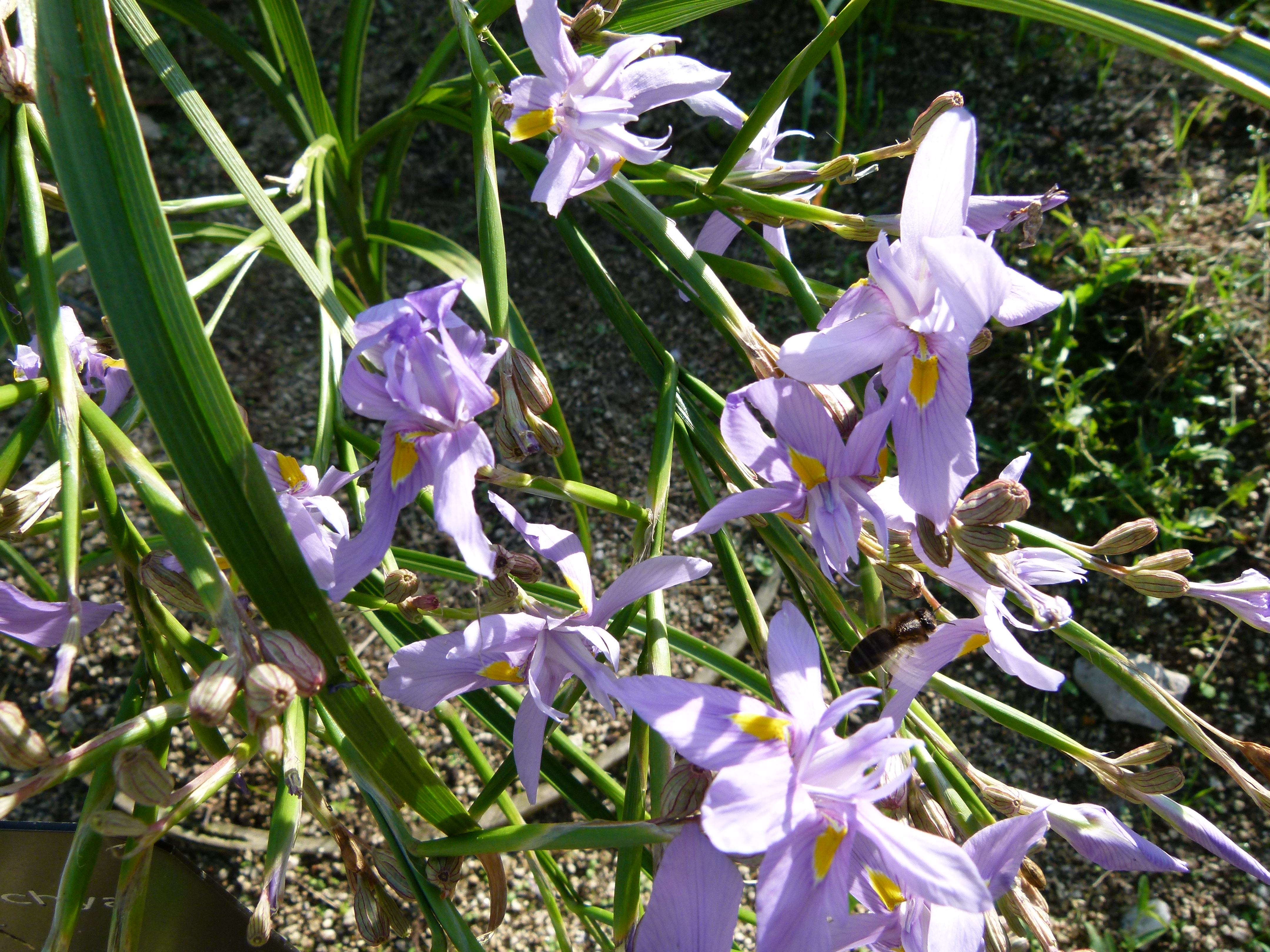